# 火の起源
『火の起源』（ひのきげん、フィンランド語: Tulen Synty） 作品32は、ジャン・シベリウスが作曲したカンタータ。初演は1902年4月9日、作曲者自身の指揮によって国立ヘルシンキ劇場のこけら落とし公演として行われた。曲は1910年に改訂されている。

## 概要
本作の着想はフィンランドの民族叙事詩『カレワラ』から得られたものである。曲の元となったスケッチの一部の日付は1893年、1894年にまで遡る。
バリトン、男声合唱と管弦楽のために書かれた本作は、独唱者が物語の最初の部分を語るところから開始する。

カレワラの土地は闇に包まれていた。ポホヨラの娘が太陽と月を手中に収め、さらにカレワラの家から火を盗みとってしまったからである。神々の長であるウッコがそれらの行方を探るも、むなしい結果に終わる。

第2の部分では速度が増して合唱が物語を受け持つ。その中で、ウッコは新たに火を創造して大気の娘に託すが、彼女はそれを落としてしまう。
アンドルー・バーネットは次のように述べている。

この『カレワラ』のテクストに対して寓話的解釈をあてはめるのは容易いだろう。ロシア統治下にあったフィンランドは終わることのない闇を経験していたと言ってもよい - フィンランドの人々がウッコに倣って新たな光を探し出すには十分な理由である。